# Sea Breeze
Sea Breeze és una concentració de població designada pel cens dels Estats Units a l'estat de Carolina del Nord. Segons el cens del 2000 tenia 1.312 habitants.

## Demografia
Segons el cens del 2000, Sea Breeze tenia 1.312 habitants, 546 habitatges i 407 famílies. La densitat de població era de 310,8 habitants per km².
Dels 546 habitatges en un 23,6% hi vivien nens de menys de 18 anys, en un 65% hi vivien parelles casades, en un 6,8% dones solteres, i en un 25,3% no eren unitats familiars. En el 19,2% dels habitatges hi vivien persones soles el 7% de les quals corresponia a persones de 65 anys o més que vivien soles. El nombre mitjà de persones vivint en cada habitatge era de 2,4 i el nombre mitjà de persones que vivien en cada família era de 2,74.
Per edats la població es repartia de la següent manera: un 18,4% tenia menys de 18 anys, un 5,5% entre 18 i 24, un 25,1% entre 25 i 44, un 34,5% de 45 a 60 i un 16,6% 65 anys o més.
L'edat mediana era de 46 anys. Per cada 100 dones de 18 o més anys hi havia 93,7 homes.
La renda mediana per habitatge era de 41.836 $ i la renda mediana per família de 46.023 $. Els homes tenien una renda mediana de 32.120 $ mentre que les dones 26.029 $. La renda per capita de la població era de 21.608 $. Entorn del 13,2% de les famílies i el 14,1% de la població estaven per davall del llindar de pobresa.

## Poblacions més properes
El següent diagrama mostra les poblacions més properes.